# Emilio Soana
Riccardo Emilio Soana (Rivarolo Mantovano, 16 luglio 1943 – Milano, 14 gennaio 2025) è stato un trombettista, solista e bandleader italiano.

## Biografia
Riccardo Emilio Soana nacque a Rivarolo Mantovano il 16 luglio 1943.
Su suggerimento del rivarolese Gorni Kramer, si iscrisse al Conservatorio di Parma, dove si diplomò nel 1961, dopo aver seguito i corsi sperimentali di musica d'insieme tenuti da Claudio Abbado.
Primo trombettista dell’Orchestra RAI di Milano, della Civica Jazz Band e della Montecarlo Night Orchestra di Nick the Nightfly, collaboratore della big band "Jazz Company" di Gabriele Comeglio e dell'orchestra jazz della Scuola civica di Milano diretta da Enrico Intra, insegnò per vari anni tromba presso i corsi di musica jazz della Civica Scuola di Musica "Claudio Abbado" di Milano, attivi dal 1987.
Collaborò con noti jazzmen della scena internazionale, quali: Gerry Mulligan, Art Farmer, John Lewis, Francy Boland, Harry Edison, Kenny Barron, Curtis Fuller, Ray Brown, Kay Winding e Clark Terry, oltreché con numerosi musicisti italiani.
Partecipò al Montreux Jazz Festival, al festival di Detroit e Reno – Nevada, insieme al trombettista Duško Gojković.
Si dedicò all'attività musicale fino a pochi giorni prima della morte.
Si spense nella notte del 14 gennaio 2025 al Fatebenefratelli di Milano per un malore improvviso, all'età di 81 anni. I funerali furono celebrati il 18 gennaio nella chiesa parrocchiale di Rivarolo.

## Discografia
- 2003: Dudecom[1]
- 2010: Sierra Madre ed i successi del M0 Romano Dini[13]
- 2017: Dizzy Forever (Live in Iseo Jazz 2015)[14]
- 2018: 25 Silver Session, SMUM Big Band feat. Bob Mintzer & Franco Ambrosetti[7]

## Premi e riconoscimenti
- 2005: Premio "Gorni Kramer" della Fondazione Sanguanini Rivarolo Onlus[12][15];
- 2023: Premio "Gorni Kramer"[6][12].